# Vinterdag vid Uggleviken
Vinterdag vid Uggleviken är en oljemålning av Karl Nordström från 1900–1901.  
Målningen är utställd på Thielska galleriet i Stockholm. Ernest Thiel förvärvade målningen 1905 på Konstnärsförbundets minnesutställning i Stockholm. Nordström var Konstnärsförbundets ordförande från 1896 till dess upplösning 1920.
Nordström blev jämte Eugène Jansson känd för sina målningar av det blå skymningsljuset. Nordström växte upp på Tjörn i Bohuslän men flyttade senare till Stockholm. Åren runt sekelskiftet bodde Nordström vid Roslagstull i Stockholms norra utkant. Här målade han bland annat Vinterafton vid Roslagstull och Vinterdag vid Uggleviken. Uggleviken ligger på Norra Djurgården.